# Sant Martin la Landa
Sant Martin la Landa (en francès Saint-Martin-Lalande) és un municipi del departament de l'Aude a la regió francesa d'Occitània.